# Skridskoprinsessan
Skridskoprinsessan är en skulptur som skapades 1949 av Carl Milles.
Skridskoprinsessan är en fartfylld, livsglad skridskoåkande flicka, armarna är utsträckta och den korta kjolen svänger i en piruett. Carl Milles skapade denna bronsskiss år 1949 efter att ha sett en skridskoåkande flicka i Rockefeller Plaza i New York. Han blev så förtjust i hennes rörelser att han försökte fånga dem i brons. Skulpturen har inte mycket gemensamt med Milles tunga teman som "Människan och Pegasus" eller "Guds hand" som tillkom samtidigt.
Skridskoprinsessan förblev en cirka 70 cm hög skiss i brons, den finns på Millesgården, och en ca 50 cm hög statyett finns i Skytteholms park på Ekerö.

## Bilder
|  |  |  |